# Ferula communis subsp. catalaunica
Ferula communis subsp. catalaunica é uma subespécie de planta com flor pertencente à família Apiaceae. 
A autoridade científica da subespécie é (Pau ex C.Vicioso) Sánchez-Cux. & M. Bernal, tendo sido publicada em Acta Botanica Barcinonensia 45: 236. 1998.
Os seus nomes comuns são canafrecha, canavoura ou férula-vulgar.

## Portugal
Trata-se de uma subespécie presente no território português, nomeadamente em Portugal Continental.
Em termos de naturalidade é endémica da Península Ibérica.

## Protecção
Não se encontra protegida por legislação portuguesa ou da Comunidade Europeia.